# ハブ・マーシー
株式会社ハブ・マーシーは、歌手・タレントなどが所属している芸能事務所。
音楽、お笑い、俳優、文化人など多ジャンルに展開している。
キャスティング業務も行なっている。代表取締役は佐々木昌志。

## 沿革
- 1991年2月設立

## 所属タレント
- 湯原昌幸
- ビリーバンバン(菅原孝・菅原進)
- 成世昌平
- 麻生しおり
- ゴダイゴ
- 竹川美子
- 荒木由美子
- パックンマックン
- マシュー・まさる・バロン
- スワーダ・アル・ムダファーラ
- 夏木ゆたか
- 池田久美
- 建蔵
- 森正明
- ネルソン・バビンコイ
- 吉田玲

業務提携
- サッシャ
- アン・クレシーニ
- じぇいそん
- 松村雄基
- マイケル・リーヴァス

過去に所属したタレント
- 桂文楽
- 古今亭志ん五（初代）
- マシュー・チョジック
- マイク眞木
- 日野てる子
- 山崎ハコ
- 小池可奈
- 仲野好重
- かとうれい子
- 古今亭八朝